# Georg Briel
Georg Briel (Ellers, 21 de agosto de 1907 — Brakel, 16 de maio de 1980) foi um oficial alemão que serviu durante a Segunda Guerra Mundial. Foi condecorado com a Cruz de Cavaleiro da Cruz de Ferro.

## Condecorações
- Cruz de Ferro (1939)
  - 2ª classe
  - 1ª classe
- Cruz Germânica em Ouro (14 de fevereiro de 1942) como Hauptmann no Flak-Bataillon 606
- Cruz de Cavaleiro da Cruz de Ferro (23 de julho de 1942) como Major e comandante do Heeres-Flak-Bataillon 606
- Medalha de Prata de Valor Militar (Itália) (18 de fevereiro de 1942)